# テネブリズム

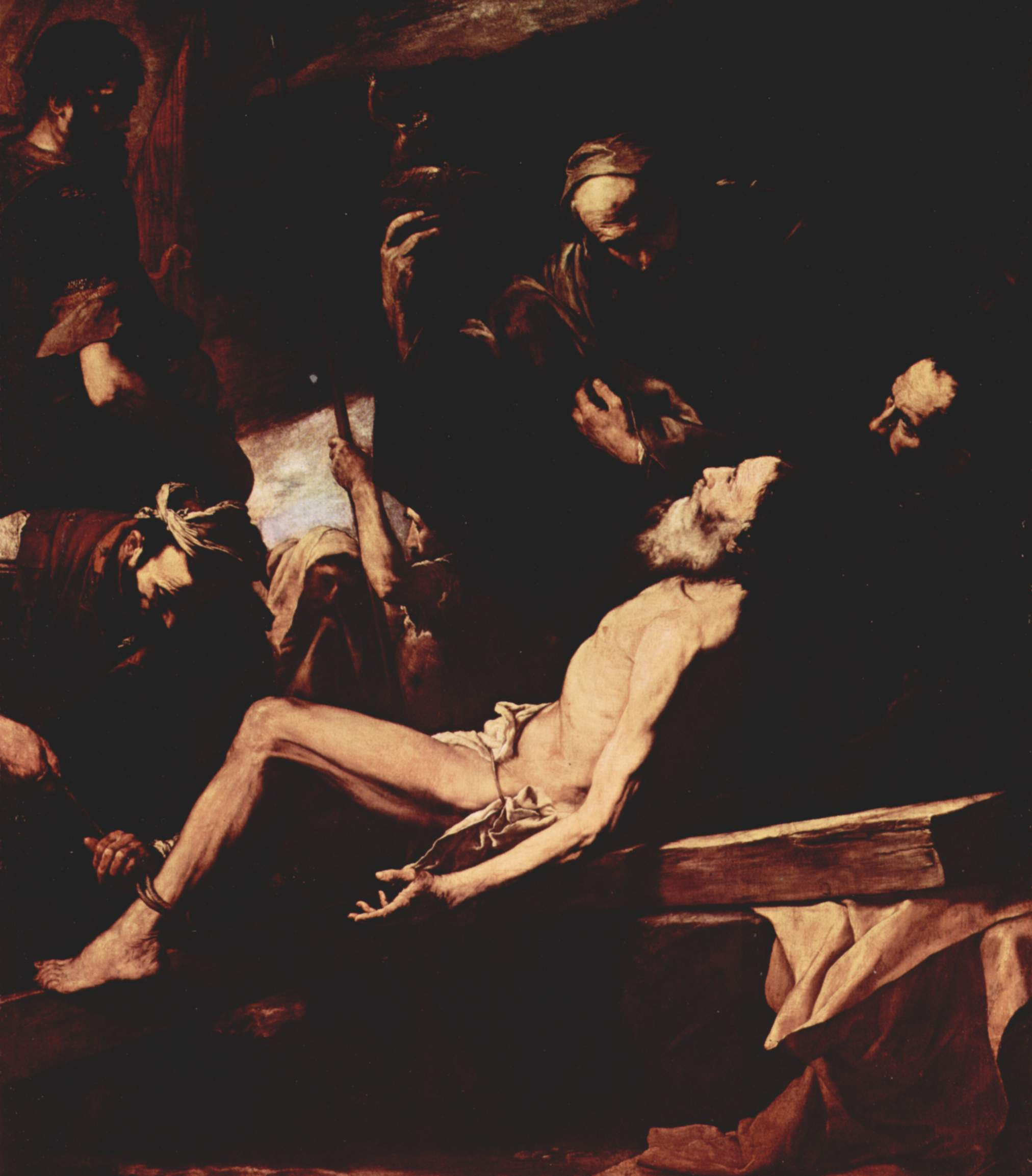
ホセ・デ・リベーラ『聖アンデレの受難』（1628年）

テネブリズム（Tenebrism）は、光と闇の強烈なコントラストを用いた絵画のスタイル。語源はイタリア語のテネブローソ tenebroso （闇） で、dramatic illumination （劇的照明）とも呼ばれる。明暗法のより高まった様式で、暗闇から人物が浮かび上がったような画面を作る。この言葉はここ10年ほど美術史家はほとんど用いておらず、明確な定義も不足している。用いられるとしたら、スペインの、とくに17世紀の画家たちにで、他と区別するため、語頭を大文字で書く。
テネブリズムと明暗法の違いを、最も良く説明しているのは、ドイツの美術史家ルドルフ・ウィットカウアー（1901年 - 1971年）の次の文であろう。
テネブリズムという言葉は通常17世紀以降の画家たちに使われるが、その直前のティントレットとエル・グレコも時にテネブリストと呼ばれることがある。エル・グレコの絵『寓話』は、闇の中で一つの火を囲む少年、男、猿を、異なる3つの方法で描き分けている。しかし、最も有名なテネブリストは誰かというと、やはりカラバッジオだろう。この技法の普及者であり、イタリアに、オランダに（ユトレヒト派）、そしてスペインにもフランシスコ・リバルタやホセ・デ・リベーラといった、多くの追随者を生んだ。フランスのジョルジュ・ド・ラ・トゥールもテネブリストだと言われる場合がある。彼は1本の蝋燭の光の回りに多くのものを描いた。また、レンブラントをテネブリストだとも。
しかし、少ない光源しかない夜景描写の重要な革新者であるにもかかわらず、ドイツのアダム・エルスハイマーに対して、この言葉が使われることは滅多にない。彼の闇のエリアには常にディテールと興味をひく物でいっぱいであるからだろうか。
後の時代で、類似したものというと、ドラクロワ、ジョセフ・ライト・オブ・ダービーなどのロマン派の画家たちの作品がある。しかし、通常、彼らをテネブリストと言うことはない。

## 関連する画家の作品

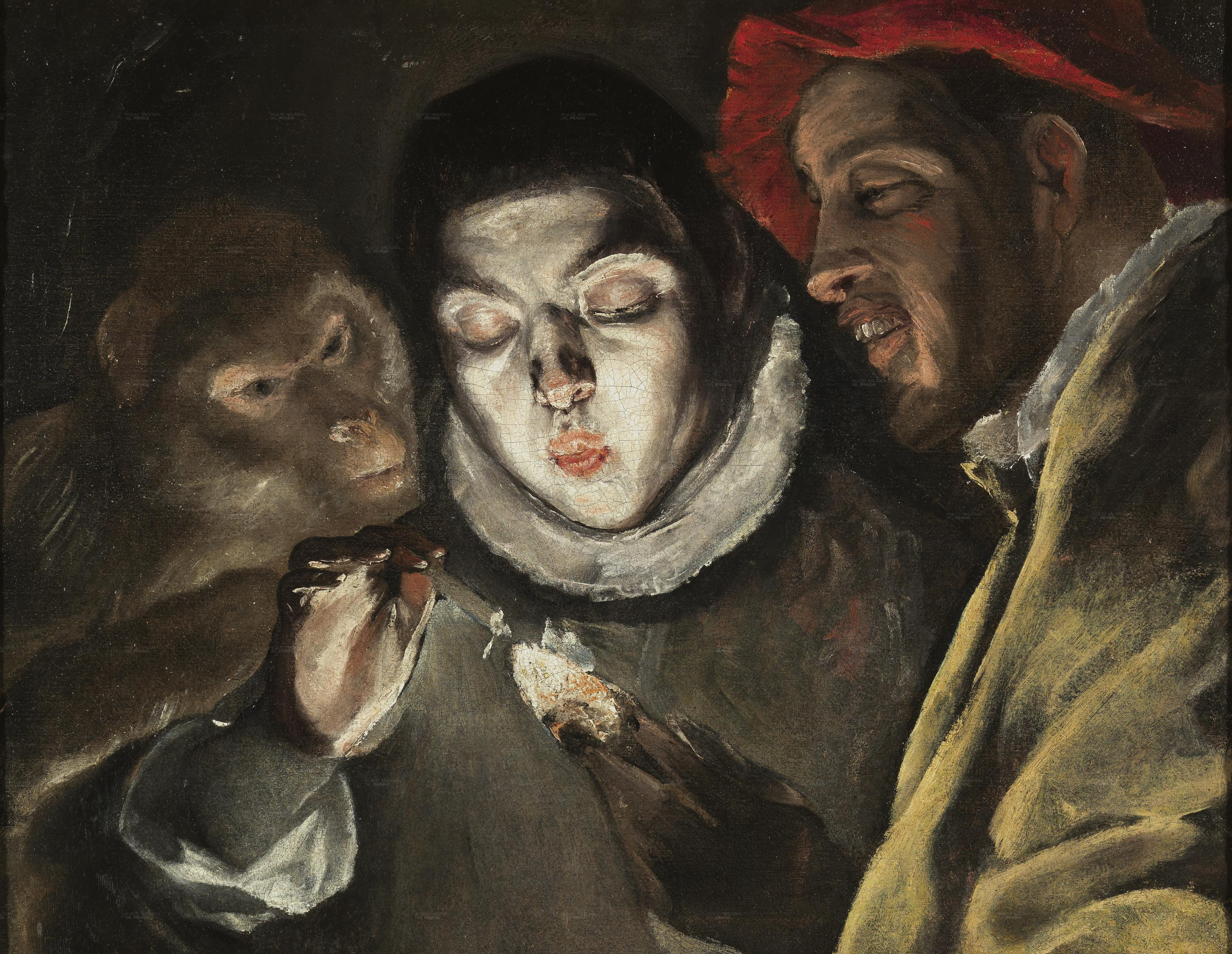
エル・グレコ 『寓話』(c.1600)
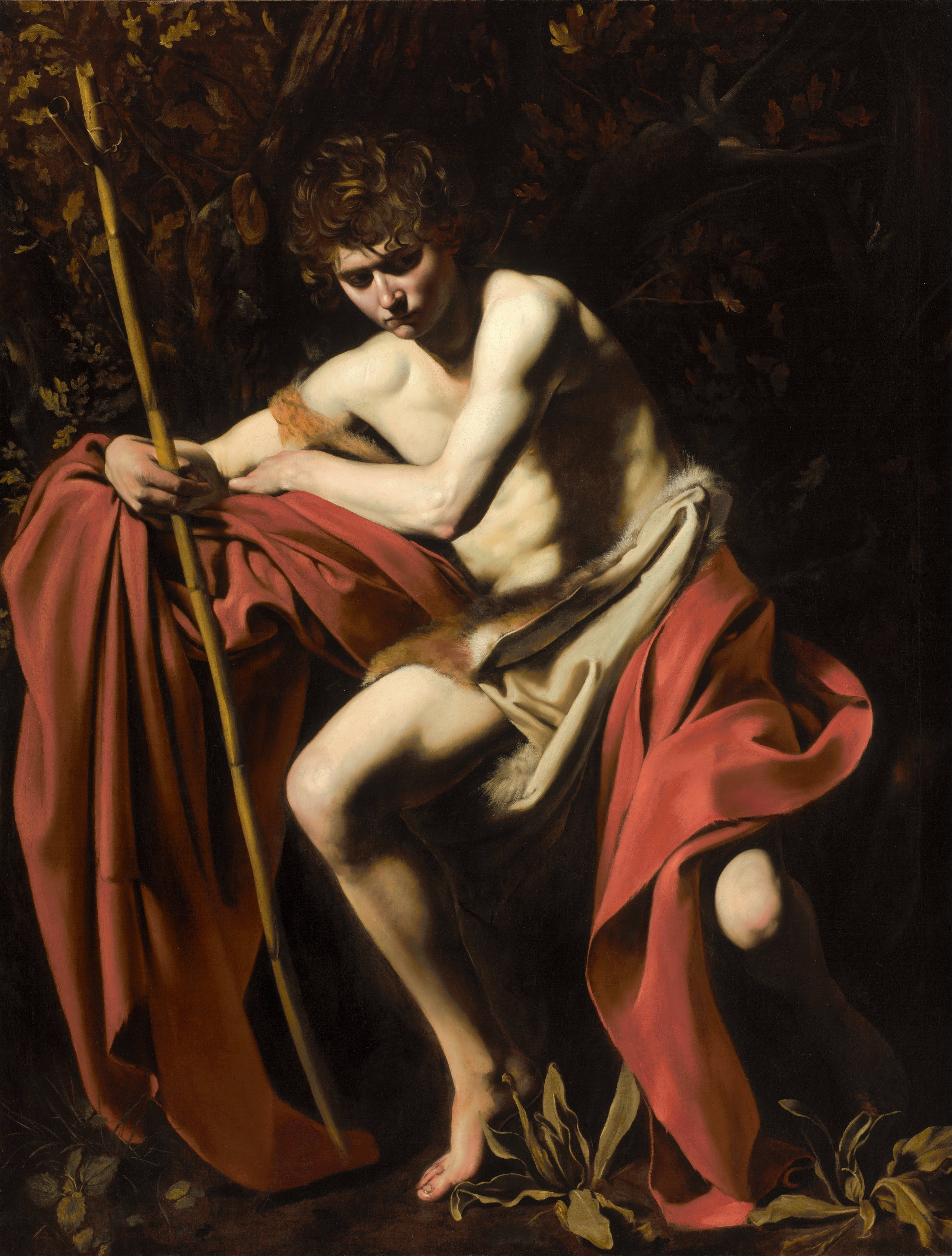
カラバッジオ 『荒野の洗礼者ヨハネ』 (1604/1605)
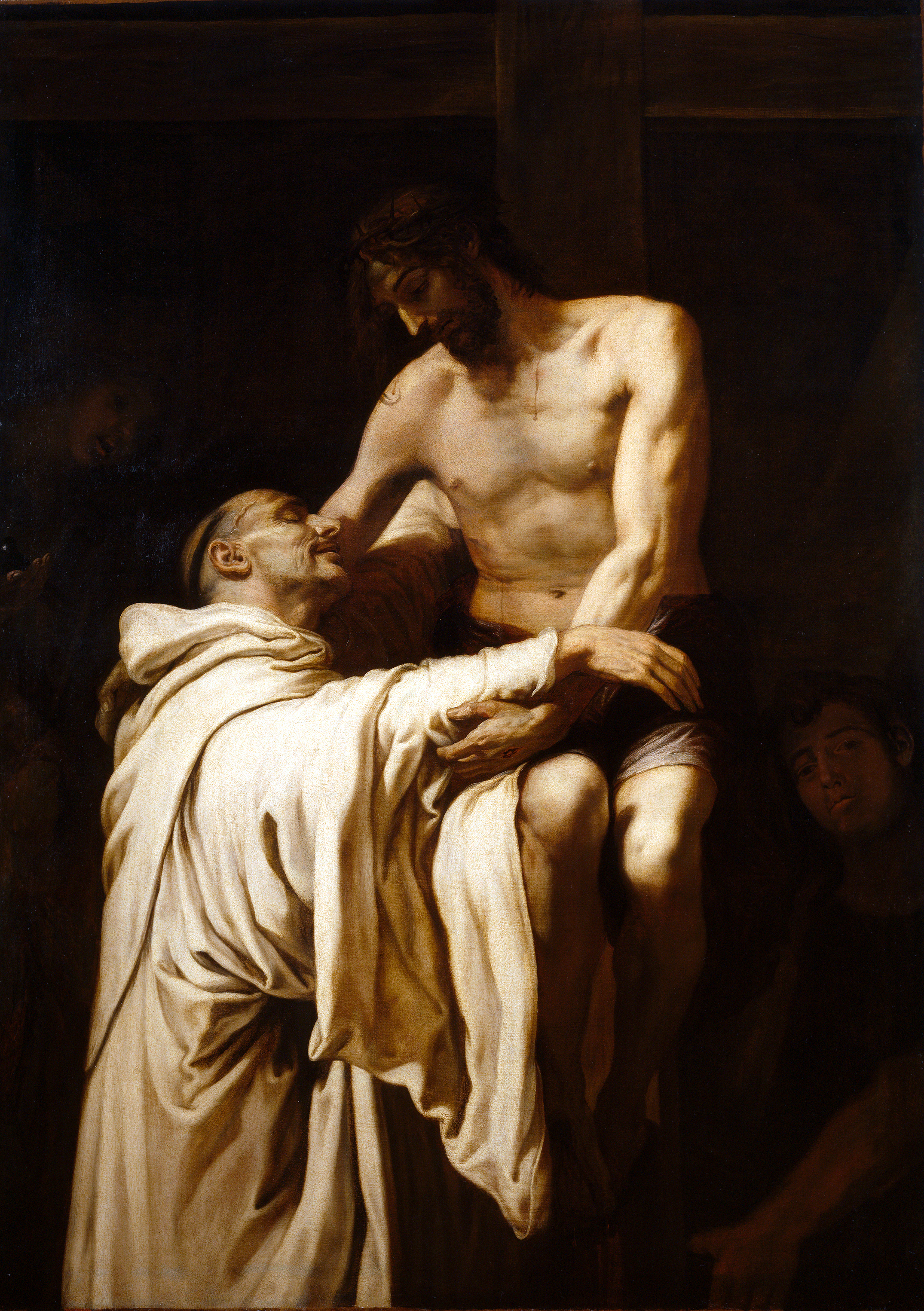
フランシスコ・リバルタ 『十字架上のキリストに抱かれる聖ベルナルドゥス』(1604/1605)
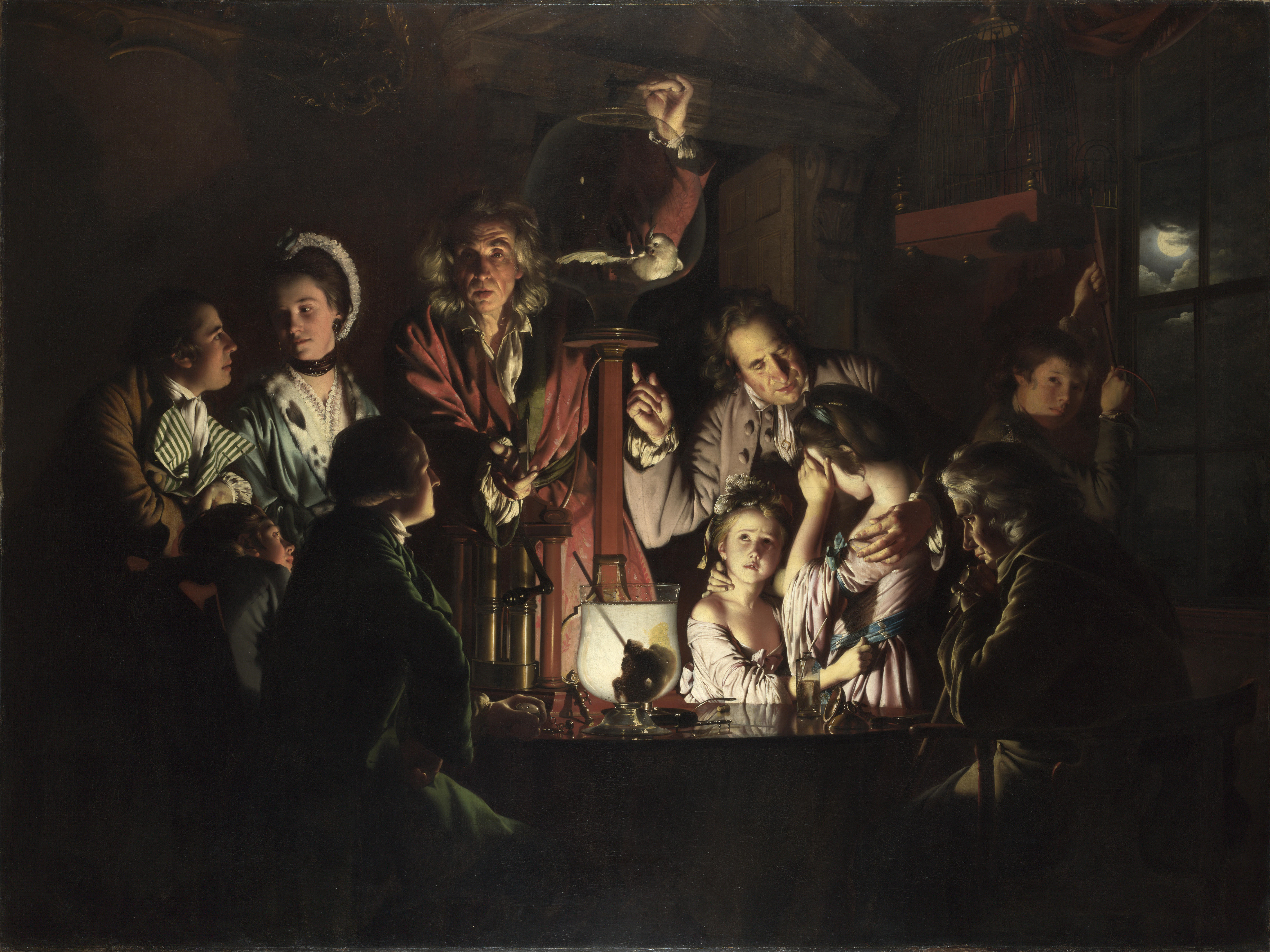
ジョセフ・ライト・オブ・ダービー 『空気ポンプの実験（英語版）』（1768年）